# Нідеральтайх
Нідеральтайх (нім. Niederalteich) — громада в Німеччині, знаходиться в землі Баварія. Підпорядковується адміністративному округу Нижня Баварія. Входить до складу району Деггендорф.
Площа — 9,96 км2. Населення становить 1772 ос. (станом на 31 грудня 2020).